# 北方群島
北方群島（英語：Northern Isles）是指位於蘇格蘭北部海域的一個群島。這裡氣候涼爽溫和，但受附近海域的影響較大。北方群島可以分為設德蘭群島和奧克尼群島兩個地區，奧克尼群島有20個有人島，設德蘭群島有16個有人島。當地的主要產業是漁業、石油產業和旅遊產業。